# Amange
Amange es un pueblo del Franco Condado (Francia). Su población es de 288 habitantes y su extensión de 6,77km² (por tanto la densidad es de 42,5 hab/km²).
Su alcalde es Gérard Mirat.

## Demografía
| 181 | 191 | 193 | 298 | 290 | 288 |
| Para los censos de 1962 a 1999 la población legal corresponde a la población sin duplicidades (Fuente: INSEE [Consultar]) |     |     |     |     |     |